# Sirákov
Sirákov  (en allemand : Sirakau) est une commune du district de Žďár nad Sázavou, dans la région de Vysočina, en République tchèque. Sa population s'élevait à 267 habitants en 2020.

## Géographie
Sirákov  se trouve à 7,5 km à l'est-nord-est de Polná, à 11 km au sud-ouest de Žďár nad Sázavou, à 20,5 km au nord-est de Jihlava à 119 km au sud-est de Prague.
La commune est limitée par Nížkov au nord, par Újezd et Rudolec à l'est, et par Poděšín au sud et à l'ouest.

## Histoire
La première mention écrite de la localité date de 1318.

## Transports
Par la route, Sirákov  se trouve à 9 km de Polná, à 13,5 km de Žďár nad Sázavou, à 28 km de Jihlava et à 141 km de Prague.